# نازعة الهيدروجين جلوكوز 6 فوسفات
نازعة الهيدروجين جلوكوز 6 فوسفات (بالإنجليزية: Glucose-6-phosphate dehydrogenase)‏ يُعرف اختصاراً (G6PD أو G6PDH). وهو إنزيم أساسي في مسار سبيل فوسفات البنتوز، والمسار الأيضي الذي يزود الطاقة إلى الخلايا (مثل كريات الدم الحمراء) من خلال الحفاظ على مستوى التعاون بين انزيم الفوسفات وثنائي نيكليوتيدة الأدنين وأميد النيكوتنك. وبدوره يُحافظ على مستوى الجلوتاثيون في هذه الخلايا التي تساعد على حماية خلايا الدم الحمراء من التلف التأكسدي. أهمية أكبر كمية هو إنتاج نيكوتيناميد أدينين ثنائي النوكليوتيد الفوسفات في الأنسجة ويشارك بنشاط في التخليق الحيوي للأحماض الدهنية و/أو التيربينويد، مثل الكبد والغدد الثديية والأنسجة الدهنية، والغدد الكظرية.

## الوظيفة
يعد نازعة الهيدروجين جلوكوز 6 فوسفات إنزيم رئيس في مسلك احادية فوسفات السكريات السداسية خلال مركب نيكوتيناميد ادنين ثنائي النيوكلوتايد فوسفات المختزل (NADPH) اللازم في العمليات الحيوية البنائيى، ومن هذا المسلك يتم أيضآ الحصول على فوسفات السكر الخماسي (Ribose - Phosphate) الذي يدخل في تكوين الحموض والبروتينات النووية.
ومن الوظائف الاختزالية للمركب-
- تكوين الحموض الدهنية
- تكوين الهرمونات الاستيرويدية (Steroid Hormones)
- اختزال الجلوتاثيون (Glutathione) المؤكسد (G - S - S - G) إلى الجلوتاثيون المختزل (2 GSH) الذي يلعب دورآ كبيرآ في ازالة فوق اكسيد الهيدروجين (Hydrogen Peroxide) من داخل كريات الدم الحمراء كما يجعل الحديد الموجود في الهيموجلوبين في الصورة المختزلة (Ferrous) وهذا يعني أنه يحول الميتهيموجلوبين (Met- Haemoglobin) إلى هيموجلوبين قادر على حمل الاكسجين إلى الانسجة المختلفة.
عند نقص هذا الانزيم يصبح الجلوتاثيون غير قادر على اداء وظيفته مما يؤدي إلى تجمع فوق اكسيد الهيدروجين داخل الخلية وتكوين الميتهيموجلوبين حيث تتكسر خلايا الدم الحمراء عند تناول المواد المؤكسدة السابق ذكرها وهذا ما يسمى بـ انيميا تكسر كريات الدم الحمراء أو انيميا الفول (Favism)، ومن هنا تظهر اهمية التحليلات الخاصة بهذا الإنزيم في الأطفال المصابين بأنيميا حادة وشديدة.

## الأختبارات
وهناك نوعان من التحاليل:
- اختبار للكشف عن نقص الانزيم دون النظر إلى مستواه في الدم ويتم هذا على الدم الكلي (Whole Blood) ويسمى بـ اختبار الكشف المسحي (Screening Test)
- اختبار لقياس مستوى الأنزيم في الدم وذلك لمعرفة درجة نشاط الإنزيم ويتم هذا على الدم الكُلي وأيضآ على السيرم، علمآ بأن السيرم لا يُظهر إلا كمية ضئيلة جدآ من نشاط هذا الانزيم، ولكن نشاطه يزداد في السيرم في حالات احتشاء عضلة القلب (Myocardial Infarction)
تحتوي خلايا الدم الحمراء على 120 - 280 وحدة لكل ¹²10 خلية من هذا الانزيم.

## وصلات إضافية
- - G6PD Deficiency Website
- ATSDR - G6PD Deficiency